# Fossarus compactus
Fossarus compactus là một loài ốc biển, là động vật thân mềm chân bụng sống ở biển thuộc họ Planaxidae.

## Miêu tả
Độ dài vỏ lớn nhất ghi nhận được là 2.3 mm.

## Môi trường sống
Độ sâu nhỏ nhất ghi nhận được là 18 m. Độ sâu lớn nhất ghi nhận được là 154 m.